# Bataille de Stony Lake
Partie des guerres indiennes, guerre de Sécession
Batailles
Campagne contre les Sioux en Dakota du Nord :
- Big Mound
- Dead Buffalo Lake
- Stony Lake
- Whitestone Hill

La bataille de Stony Lake est le troisième engagement de la campagne de 1863 menée par Henry Hastings Sibley contre les Sioux Santee, Yankton, Yanktonai et Teton dans le territoire du Dakota. À la suite de la bataille, les Indiens mènent des actions de retardement contre Sibley jusqu'à ce que leurs femmes et leurs enfants traversent la rivière Missouri. Sibley abandonne alors sa poursuite.

## Contexte

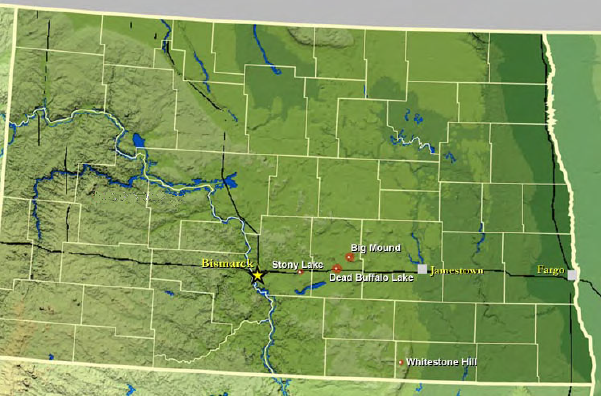
Carte des opérations contre les Sioux dans le Dakota du Nord.

Sibley combat les Sioux lors de la bataille de Big Mound le 24 juillet 1863 et lors de la bataille de Dead Buffalo Lake le 26 juillet 1863. Les Sioux se retirent vers l'ouest après chaque bataille, les guerriers couvrant la fuite de leurs femmes et leurs enfants vers la rivière Missouri. Sibley anticipe qu'il pourrait prendre au piège les Amérindiens entre ses forces et celles du général Alfred Sully, qui remonte la rivière Missouri avec 1 200 soldats.
Le 27 juillet 1863, le lendemain de la bataille de Dead Buffalo Lake, Sibley progresse avec ses 2 000 hommes sur trente-sept kilomètres vers Stony Lake et campe là pour la nuit. Le lendemain matin, il lève le camp avant l'aube et poursuit sa marche sur les traces des Amérindiens. Environ deux heures plus tard, ses éclaireurs, pour la plupart des métis Sioux, rapportent la présence d'une grande force montée avançant sur la colonne de Sibley.

## Bataille
Les Sioux espèrent apparemment surprendre Sibley, le frapper sur un point faible, et le forcer à abandonner sa poursuite. Averti de leur approche, Sibley rassemble sa colonne de soldats très étirée, envoie des tirailleurs, et déploie son artillerie. Les guerriers Sioux apparaissent brièvement sur les collines en demi-cercle sur un rayon de 8 à 9 kilomètres autour des forces de Sibley. Sibley estime leur nombre entre 2 200 et 2 500. Les Sioux disent que leur force s'élève à 1 600 guerriers. Cependant, la plupart des Amérindiens ne sont armés que d'arcs, de flèches et de mousquets, quasiment inefficaces pour un combat à des distances de plus de 100 mètres.
Ayant pratiquement encerclé la colonne de Sibley, mais n'ayant pas réussi à la surprendre, les Sioux recherchent les endroits faibles. Le 10th Minnesota du colonel James H. Baker est dans les chariots de Sibley et avance, tirant des salves et soutenu par deux obusiers de montagne. Le 6th Minnesota Regiment et le 7th Minnesota Regiment se déploient sur la gauche et le droite du convoi de chariots de Sibley. Les charges menées par les compagnies d'infanterie délogent les Amérindiens de plusieurs collines et bientôt, les Sioux abandonnent la bataille et disparaissent. Sibley est incapable de les poursuivre puisque ses chevaux et ses hommes sont fatigués.
Sibley ne subit aucune perte. Les pertes Sioux sont inconnues, mais probablement légères. Trois Amérindiens ont été vus mis à terre de leurs chevaux par un tir d'artillerie.

## À travers le grand Missouri

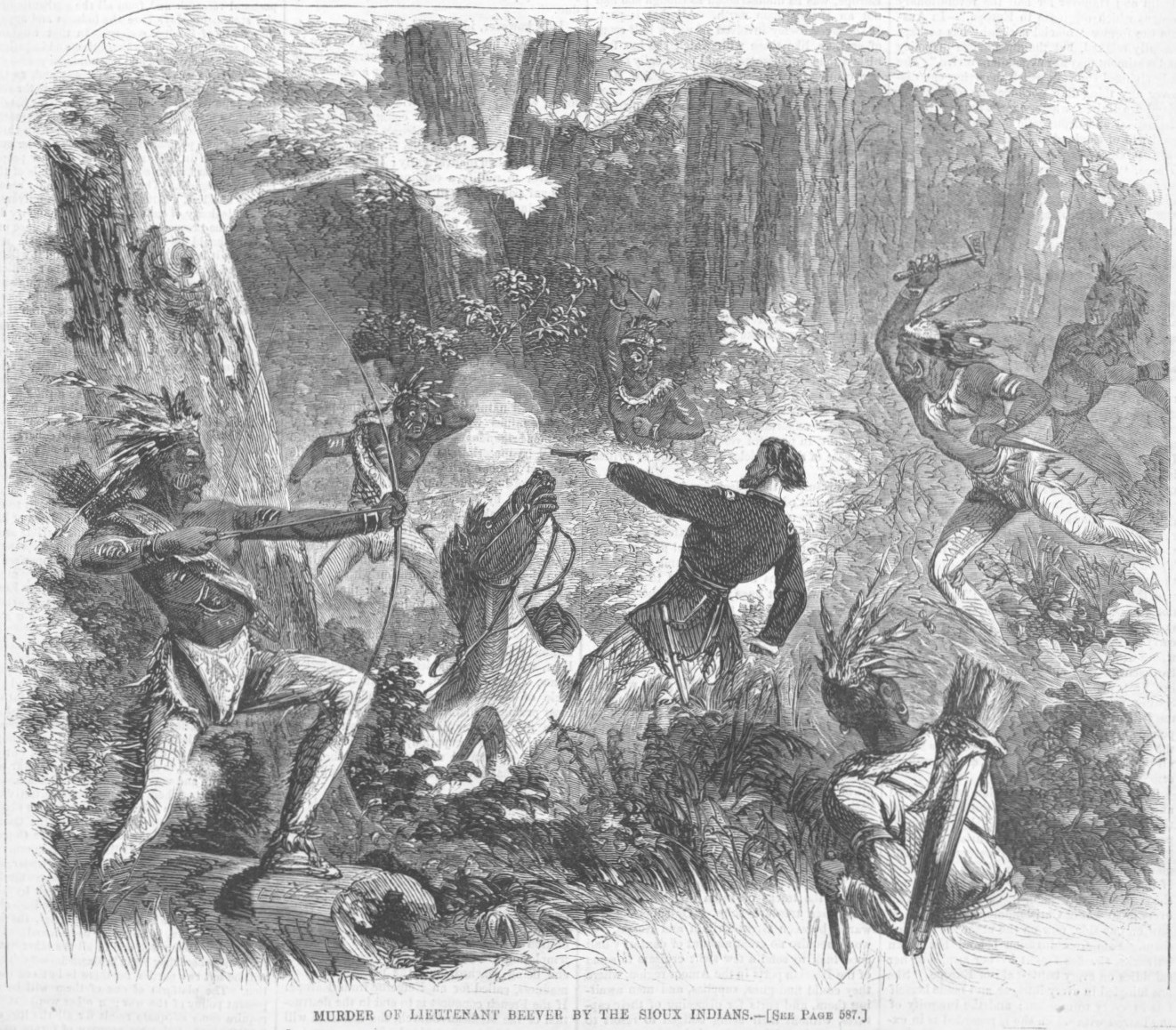
Une représentation artistique de la mort du lieutenant Beaver après la bataille de Stony Lake.

Après le départ des Sioux, Sibley marche avec ses hommes sains et saufs pendant vingt-neuf kilomètres et campe à Apple Creek, situé à environ seize kilomètres au sud-est de la ville actuelle de Bismarck, Dakota du Nord. Il a anticipé la jonction avec Sully, qui est supposé avoir remonté la rivière Missouri par bateau à vapeur, près de cet endroit, mais il n'y a aucune trace de lui. Le lendemain matin, le 29 juillet 1863, Sibley envoie deux obusiers et ses mounted rangers en avant sur dix-neuf kilomètres pour tenter d'empêcher les Sioux de traverser la rivière Missouri. Il arrive trop tard ; la plupart ont traversé la veille, mais, dans leur fuite hâtive, beaucoup de leurs affaires ont été abandonnées.
Quelques guerriers sont encore sur la rive orientale du Missouri et Sibley les bombarde, ce qui les oblige à traverser le Missouri à la nage pour se mettre en sécurité sur la rive orientale d'où ils continuent de tirer à longue distance sur les hommes de Sibley. Deux hommes de Sibley, séparés du groupe principal de soldats sont tués. Sibley campe près de la rivière et les trois nuits suivantes, il est soumis à des attaques de petite ampleur et constantes par les Sioux qui mettent le feu à la prairie, tirent dans les tentes de l'armée et volent du bétail. Avec Sully, le ravitaillement et les renforts introuvables, Sibley décide le 31 juillet 1863 d'abandonner l'opération et revient dans le Minnesota. Ses chevaux et ses hommes sont éreintés.
Sibley proclame que son expédition est un succès puisqu'il a repoussé les Sioux vers l'Ouest derrière la rivière Missouri, loin des colonies et de la partie orientale du territoire du Dakota. Il revendique la mort et la blessure de 150 Amérindiens en trois batailles au prix de six hommes tués de son côté. Le chef Santee Standing Buffalo, cependant, déclare la perte de seulement 13 Amérindiens tués. Il est impossible de réconcilier les différentes estimations des pertes Sioux, comme de déterminer avec précision le nombre de guerriers Sioux réellement engagés lors des batailles.
Le Sioux prennent leur revanche le 3 août 1863, trois jours après le départ de Sibley des rives du Missouri pour retourner dans le Minnesota. Ils attaquent un radeau et tuent vingt-deux civils. Les raids dans le Minnesota ne s'arrêtent pas puisqu'on recense seize Blancs tués par les Sioux plus tard en 1863.
Plus tard dans l'été, Sully, en retard pour rejoindre les forces de Sibley, rencontre les Sioux lors de la bataille de Whitestone Hill.

## Unités fédérales impliquées
- District du Minnesota : Brigadier général Henry Hastings Sibley
  - 1st Minnesota Cavalry "Mounted Rangers" (en) : Colonel Samuel McPhail
  - 6th Minnesota Infantry (en) : Colonel William Crooks
  - 7th Minnesota Infantry (en) : Lieutenant Colonel William R. Marshall (en)
  - 10th Minnesota Infantry (en) : Colonel James H. Baker (en)
  - 3rd Minnesota Light Artillery Battery (en) : Lieutenant J. C. Whipple